# Preludia (Chopin)

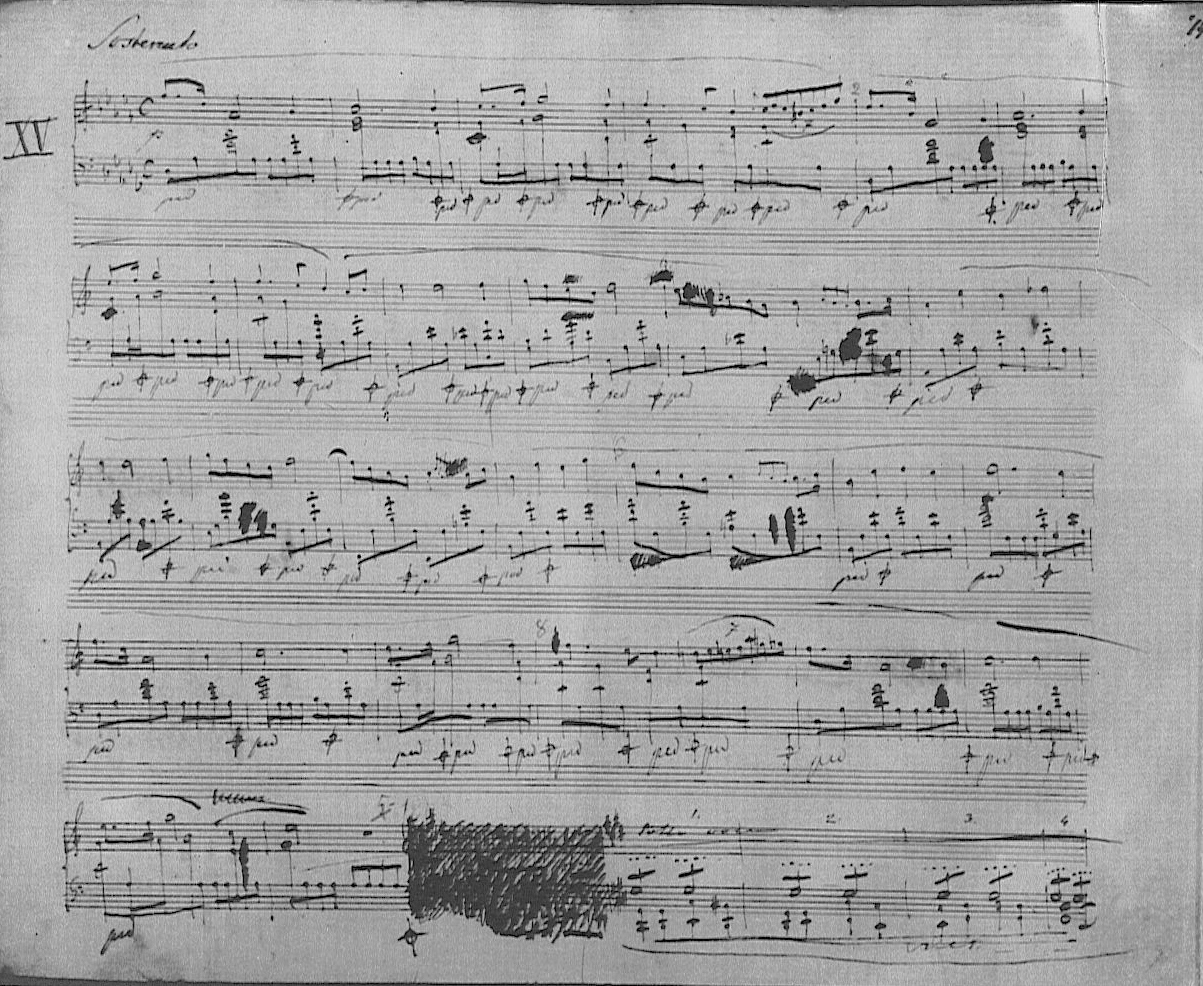
Rukopis první strany preludia č. 15, „Dešťová kapka“

Preludia Fryderyka Chopina jsou skladby pro sólový klavír seskupené především v opusu 28, složeném mezi léty 1838–1839 při pobytu na Mallorce.

## 24 preludií, Op. 28

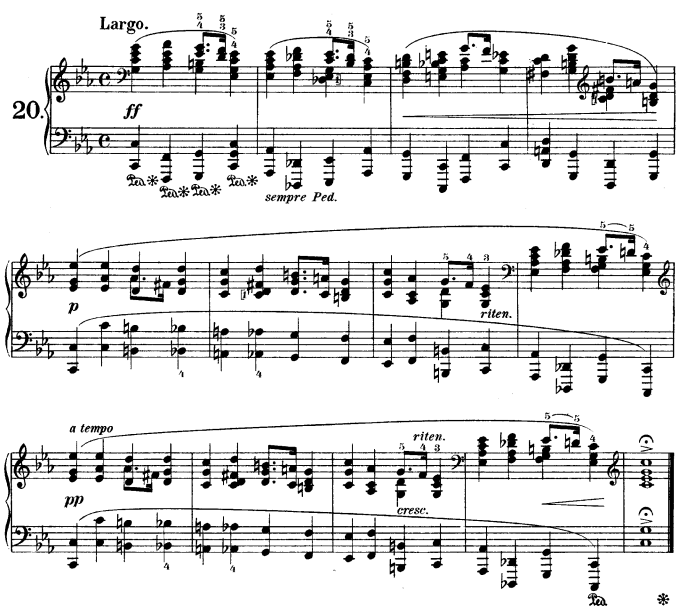
Preludium č. 20 c moll

Tento opus je cyklus preludií ve všech 24 tóninách, vydaný roku 1839. Jejich inspirací byl Chopinův oblíbený cyklus preludií a fug, Bachův Dobře temperovaný klavír.

## Historie
Chopin psal preludia především za svého pobytu s George Sandovou a jejími dětmi na ostrově Mallorca, nejdříve ve vile poblíž města Palma de Mallorca, poté v kartuziánském klášteře Valldemossa, Chopinovými slovy „zvláštním místě mezi skalami a mořem“. Chopin sem vyrazil na idylickou dovolenou, odpočinout si od vlhkého pařížského podnebí.
Tato idyla však skončila, když se zhoršilo na Mallorce počasí a Chopin vážně onemocněl. To vedlo ke zdržení v komponování, skladby byly vydány až po návratu na pevninu. Rukopis byl věnovaný německému klavíristovi J. Kesslerovi, první francouzská edice však byla věnována výrobci klavírů Camille Pleyelovi, který za skladbu zaplatil 2 000 franků (ekvivalentní přibližně dnešním 700 000 Kč).

## Popis
| Č. | Tempo                | Tónina   | Popis | Poznámky | Přezdívky |
| -- | -------------------- | -------- | --- | --- | --- |
| 1  | Agitato              | C dur    | Toto krátké úvodní preludium je sjednoceno figurou v šestnáctinovách triolách. | | Cortot: Horečnaté očekávání milovaných Bülow: Sjednocení                                                          |
| 2  | Lento                | a moll   | Druhé preludium dává okamžitý kontrast se svou pomalou melodií s fixním doprovodem čtyřhlasého akordu rozloženého do dvou dvojzvuků. | | Cortot: Bolestivá meditace; vzdálené, pusté moře... Bülow: Předtucha smrti                                        |
| 3  | Vivace               | G dur    | Má běžící šestnáctinový basový doprovod. | | Cortot: Zpěv proudu Bülow: Umění jako květina                                                                     |
| 4  | Largo                | e moll   | Skládá se z pomalé melodie v pravé ruce, která je doprovázena chromaticky sestupujícími akordy. | Tato skladba byla hrána na autorově pohřbu. | Cortot: O hrobu Bülow: Zadušení                                                                                   |
| 5  | Molto allegro        | D dur    | Obsahuje živé ostinato. | | Cortot: Strom plný zpěvu Bülow: Nejistota                                                                         |
| 6  | Lento assai          | h moll   | Melancholická melodie je vedena především levou rukou, zatímco pravá hraje ostinato doprovod. | Tato skladba byla také hrána na Chopinově pohřbu. | Cortot: Stesk po domově Bülow: Zvonící zvony                                                                      |
| 7  | Andantino            | A dur    | Napsáno ve stylu mazurky, ve 3/4 rytmu. | Federico Mompou ho použil pro své Variace na Chopinovo téma. | Cortot: „Úžasné vzpomínky plují v mé mysli jako parfém.“ Bülow: Polská tanečnice                                  |
| 8  | Molto agitato        | fis moll | Považováno za jedno z nejtěžších v opusu. Používá opakující se dvaatřicetinovou figuru v pravé ruce podloženou šestnáctinovými triolami v levé. Celá skladba obsahuje mnoho polyrytmů. | | Cortot: Sníh padá, vítr fičí a bouře zuří; avšak stesk v mém smutném srdci je bouře ještě horší Bülow: Zoufalství |
| 9  | Largo                | E dur    | Harmonicky hustý kus s hlubokým těžkopádným basem. Se svými 12 takty je to nejkratší skladba z opusu z hlediska notace. | | Cortot: Prorocké hlasy Bülow: Vize                                                                                |
| 10 | Molto allegro        | cis moll | Krátké a lehké, s alterující triolou a duolou v pravé ruce, nad arpegii v levé. | | Cortot: Rakety, které padají zpět na zemi. Bülow: Noční můra                                                      |
| 11 | Vivace               | H dur    | Bryskní skladba s plynoucími osminami v 6/8 taktu. | | Cortot: Touha mladé dívky. Bülow: Vážka                                                                           |
| 12 | Presto               | gis moll | Představuje technickou výzvu se svými rychlými chromatickými postupy pravé ruky. | | Cortot: Noční jízda Bülow: Duel                                                                                   |
| 13 | Lento                | Fis dur  | Jedno z nejdelších preludií. Má A-B-A strukturu a staví na jednoduchém doprovodu a melodických akordech pravé ruky. | | Cortot: Na cizí půdě, pod nočními hvězdami, přemýšleje o své milované, která je vzdálená. Bülow: Ztráta           |
| 14 | Allegro              | es moll  | Připomíná č. 1 svou krátkostí a jednotností. Trvá méně než 30 sekund a je tak z celého opusu nejkratší. | | Cortot: Ztrach Bülow: Bouřlivé moře                                                                               |
| 15 | Sostenuto            | Des dur  | Nejdelší a pravděpodobně nejznámější preludium z tohoto opusu. Hlavní melodie je opakována třikrát. Prostřední melodie je však daleko temnější a dramatičtější. Skladba často přechází do cis moll. | | Cortot: Ale Smrt je tu, ve stínu. Bülow: Dešťová kapka                                                            |
| 16 | Presto con fuoco     | B dur    | Začíná šesti těžce akcentovanými akordy, po kterých následuje improvizaci podobná pasáž pravé ruky. Levá ruka pravou podporuje akordy či opakuje melodii. Tento kus je považován za nejtěžší z opusu. | | Cortot: Sestup do propasti Bülow: Hádés                                                                           |
| 17 | Allegretto           | As dur   | Jedno z nejdelších preludií, oblíbené Clary Schumannové. | Mendelssohn o něm napsal: „Miluji ho! Nemohu říct jak moc nebo proč; asi kromě toho, že je to něco, co bych nikdy nemohl napsat.“                                                      | Cortot: Řekla mi: „Miluji tě.“ Bülow: Scéna nanáměstí Notre-Dame v Paříži                                         |
| 18 | Molto allegro        | f moll   | Připomíná obtíže umírajícího. Největším technickým problémem jsou nepravidelná tempa tří běhů hraných unisono, který je každý rychlejší než předcházející. Silné pětioktávové arpeggio rozezní i hloubky basového rejstříku, kde dochází ke kulminaci v podobě dvou fortissimo akordů.                                     | | Cortot: Boží kletby Bülow: Sebevražda                                                                             |
| 19 | Vivace               | Es dur   | Sestává ze široce rozmístěných triol v obou rukách. | | Cortot: Křídla, křídla, abych k tobě mohl odletět, má milovaná! Bülow: Upřímné štěstí                             |
| 20 | Largo                | c moll   | Krátké, s pomalou majestátní melodií vedenou akordy čtvrteční hodnoty v pravé ruce proti oktávám levé. Původně Chopin napsal pouze dvě čtyřtaktové sekce, později však přidal opakování druhého čtyřtaktí v jemnějším provedení před závěrečnou kadencí.                                                                   | Použito jako téma k variacím Ferrucia Busoniho a později ho použil bez opakovaných taktů Sergej Rachmaninov ve svých Variacích na Chopinovo téma, setu 22 variací různé délky a tempa. | Cortot: Pohřeb Bülow: Pohřební pochod                                                                             |
| 21 | Cantabile            | B dur    | Zatímco pravá ruka zpívá jednoduchou melodii, levá hraje osminové noty charakteristické chromatickým postupem, včetně chromatických nonharmonických tónů. Ty jsou v druhé polovině díla převzaty i pravou rukou. | | Cortot: Osamělý návrat k místu doznání Bülow: Neděle                                                              |
| 22 | Molto agitato        | g moll   | Skladba začíná v 6/8 taktu charakteristickým tečkovaným rytmem, který Scriabin použíl ve svých raných preludiích. | | Cortot: Povstání Bülow: Netrpělivost                                                                              |
| 23 | Moderato             | F dur    | Toto preludium je široké a melodické v levé ruce, zatímco v pravé jsou běžící šestnáctiny. | | Cortot: Hrající si vodní víly Bülow: Loď potěšení                                                                 |
| 24 | Allegro appassionato | d moll   | Otevírá se bouřlivým pětinotovým motivem levé ruky, který se opakuje celou skladbu. Nad tímto motivem hraje pravá ruka mocnou melodii narušovanou trylky, stupnicemi (včetně rychlé sestupné chromatické stupnice v trylcích) a arpeggii. Skladba se uzavírá třemi silnými nedoprovozenými notami, nejnižším D na klavíru. | Skladba je použita jako vyústění filmu o Varšavském povstání v Muzeu Varšavského povstání.                                                                                             | Cortot: O krvi, o zemitém potěšení, o smrti. Bülow: Bouře                                                         |

## Další preludia

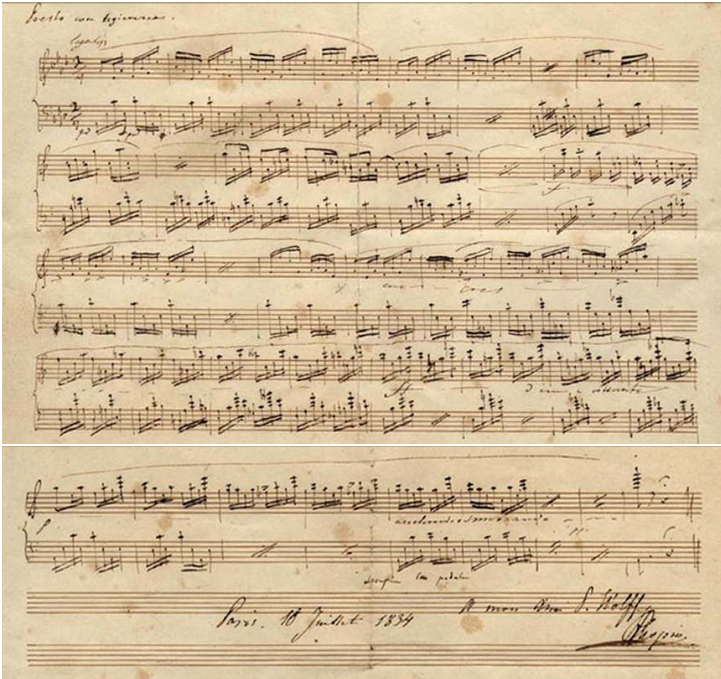
Preludium č. 26 (rukopis)

### Preludium č. 25
Preludium cis moll, op. 45 bylo složeno v roce 1841. Bylo věnováno princezně Elizawetě Černyševové a obsahuje rozšiřující se bas a chromatické modulace na celkem uniformním tematickém základu.

### Preludium č. 26
Neotitulované Presto con leggierezza As dur bylo složeno roku 1834 jako dárek pro Pierra Wolffa a bylo publikováno v Ženevě v roce 1918. Toto preludium je velmi krátké a jasného tónu.

### PreludiumĎáblův trylek(č. 27)
Toto preludium v es moll bylo pojmenováno Ďáblův trylek univerzitním profesorem Jeffrey Kallbergem podle podobnosti s Tartiniho houslovou sonátou známou jako Ďáblův trylek, kterou se Chopin pravděpodobně inspiroval. Originální rukopis byl rychle načrtnut, ale zanechán nedokončen. Ačkoliv na něm Chopin pracoval na Mallorce při kompozici opusu 28, preludium es moll, které nakonec zaujalo v tomto opusu místo, s ním nijak nesouvisí.